# Rio dei Ognissanti

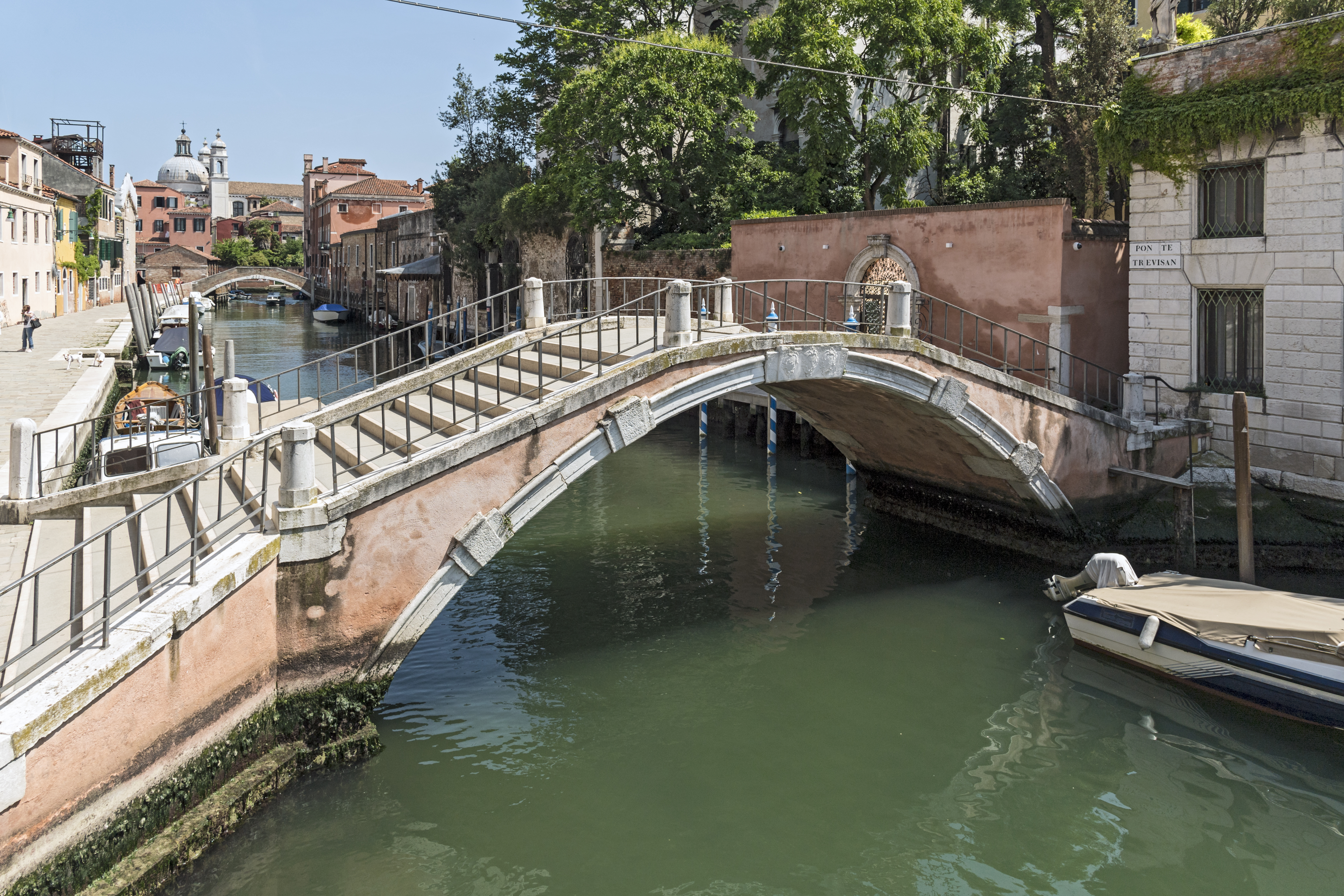
Le Rio vu du ponte Trevisan

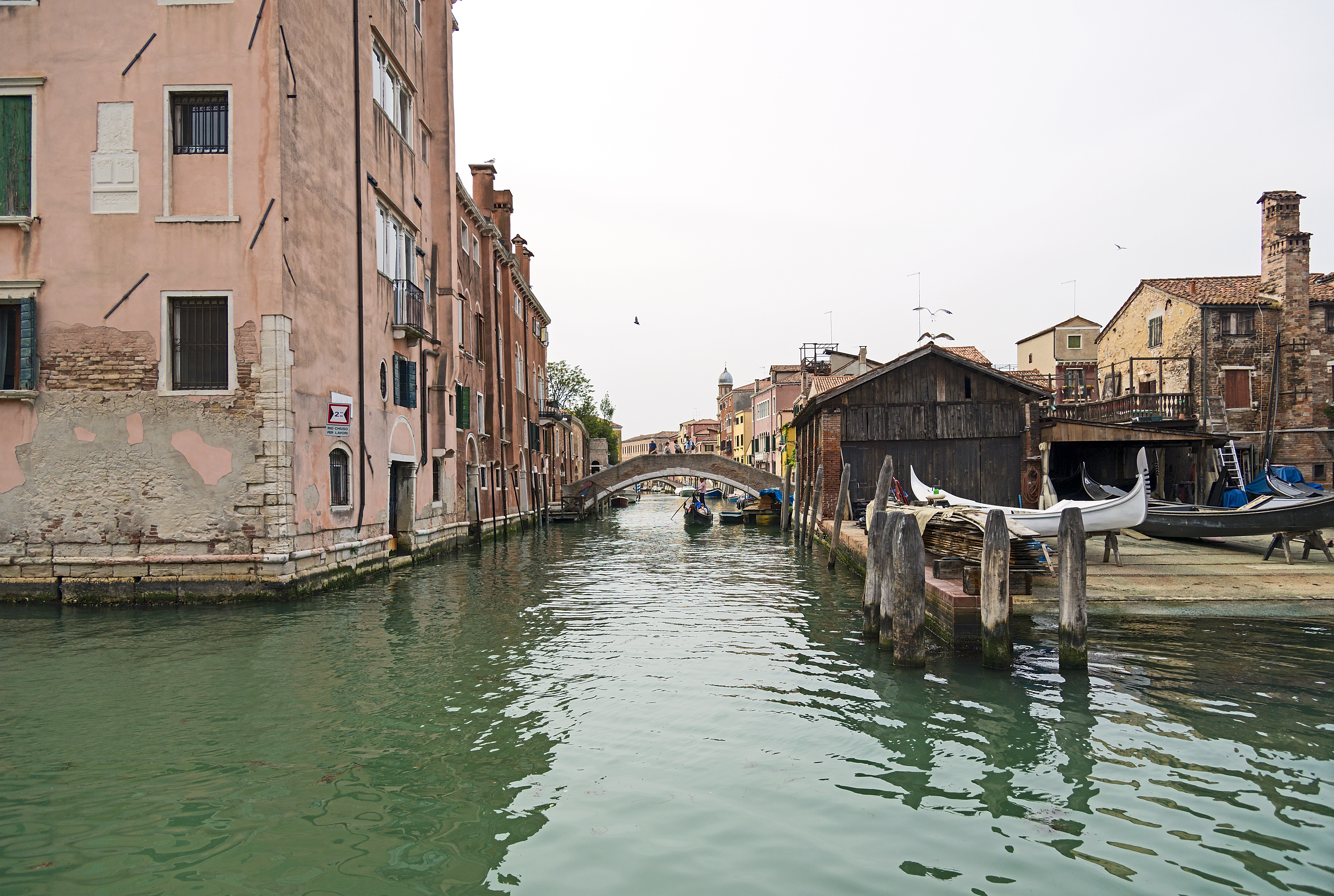
Abouchement du rio dei Ognissanti et du rio de San Trovaso

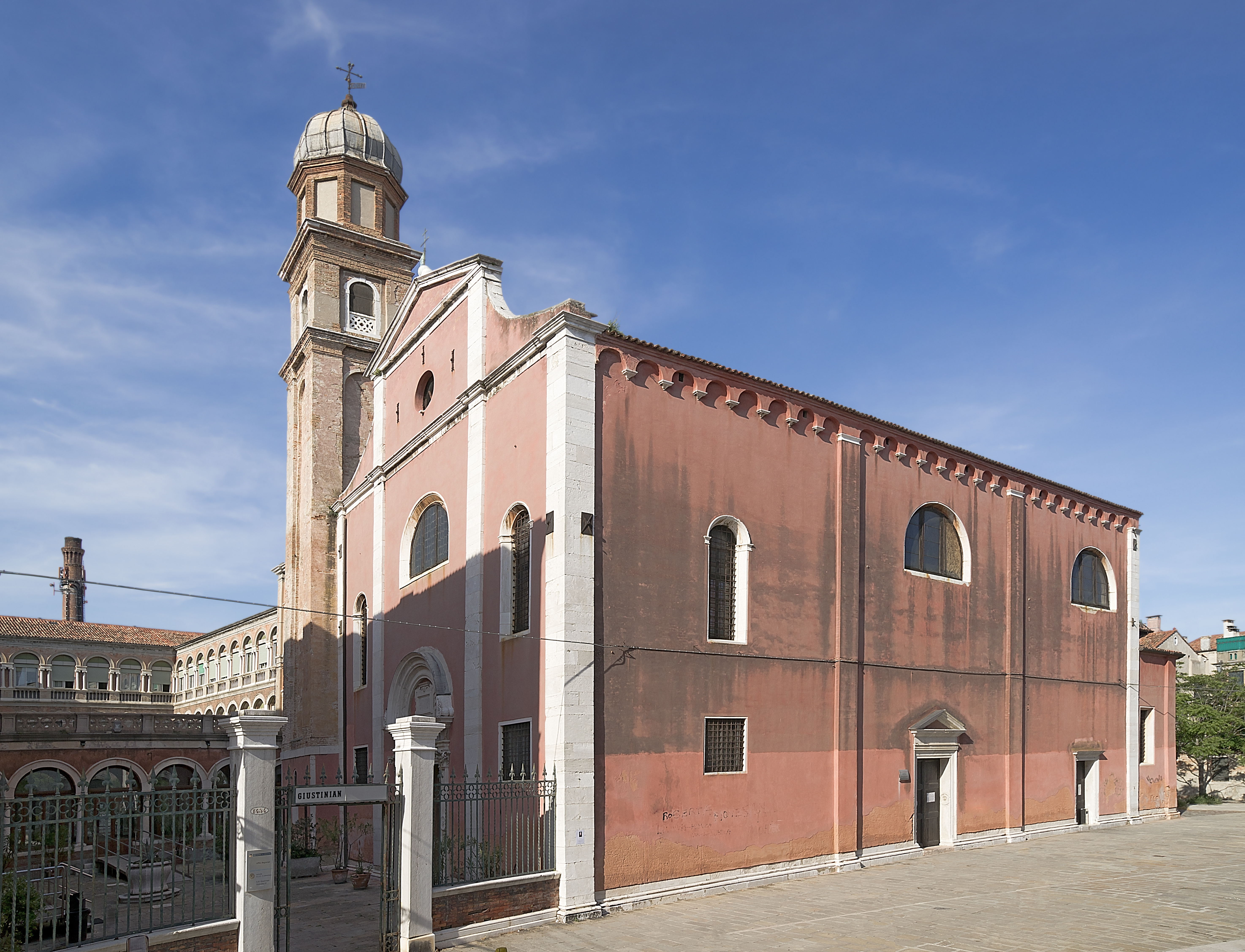
Église di Ognissanti qui donne le nom au rio

Le rio degli Ognissanti (en vénitien dei Ognissanti; canal de Toussaint) est un canal de Venise dans le sestiere de Dorsoduro.

## Description
Le rio dei Ognissanti a une longueur d'environ 350 mètres. Il relie le rio de San Trovaso vers l'ouest au rio de l'Avogaria.

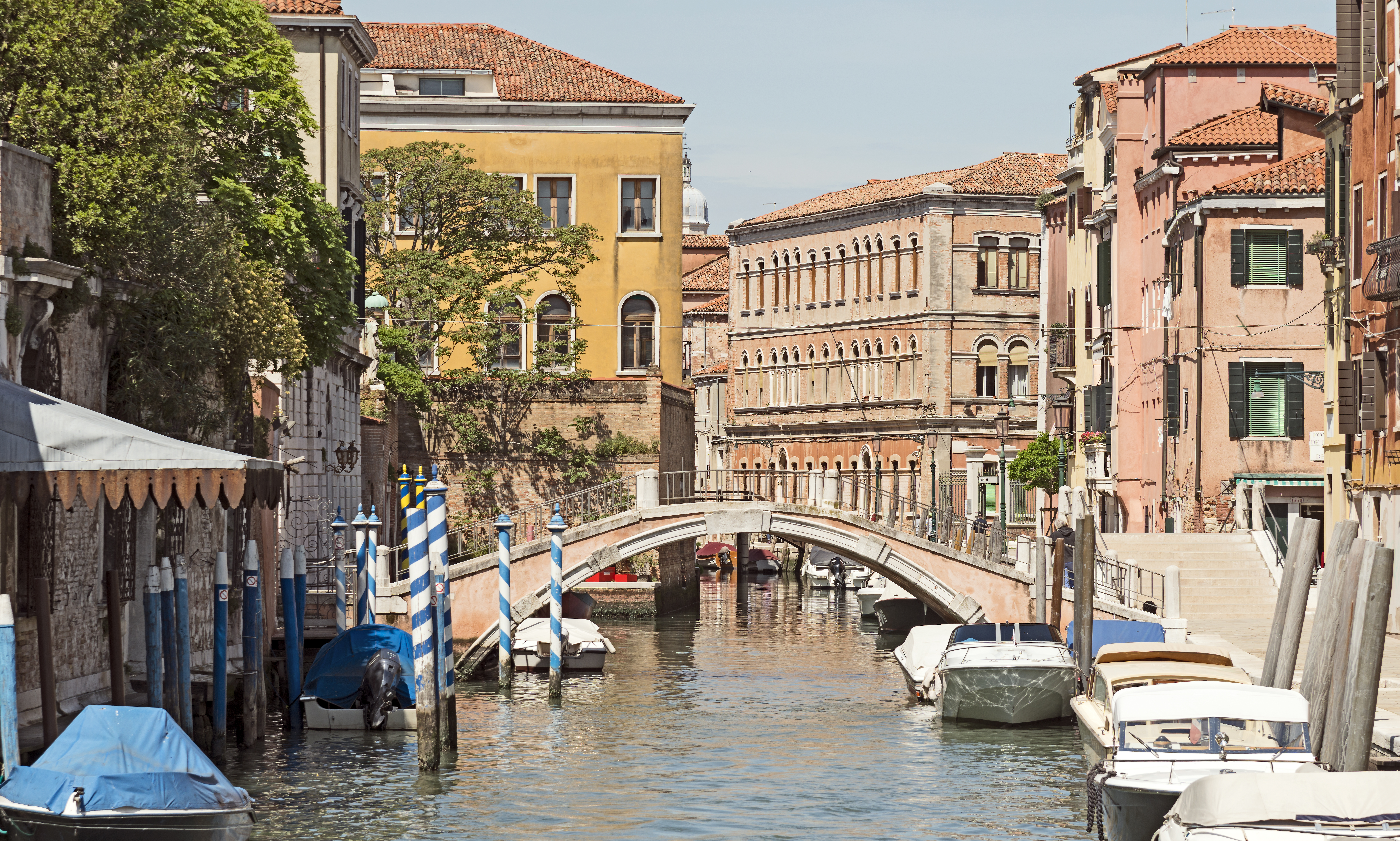
Le rio et ponte Trevisan
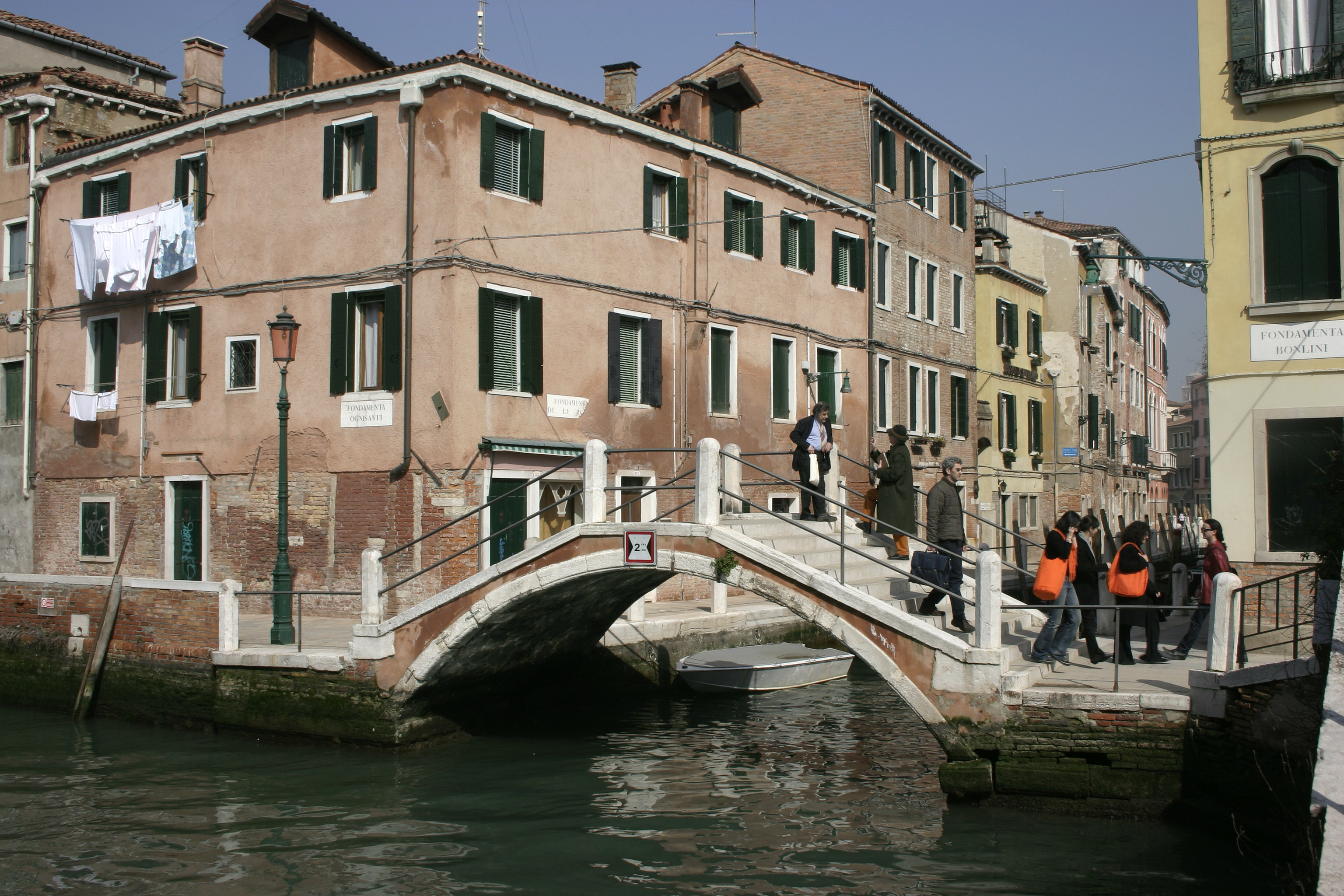
La rencontre avec le rio de le Romite au ponte de Borgo
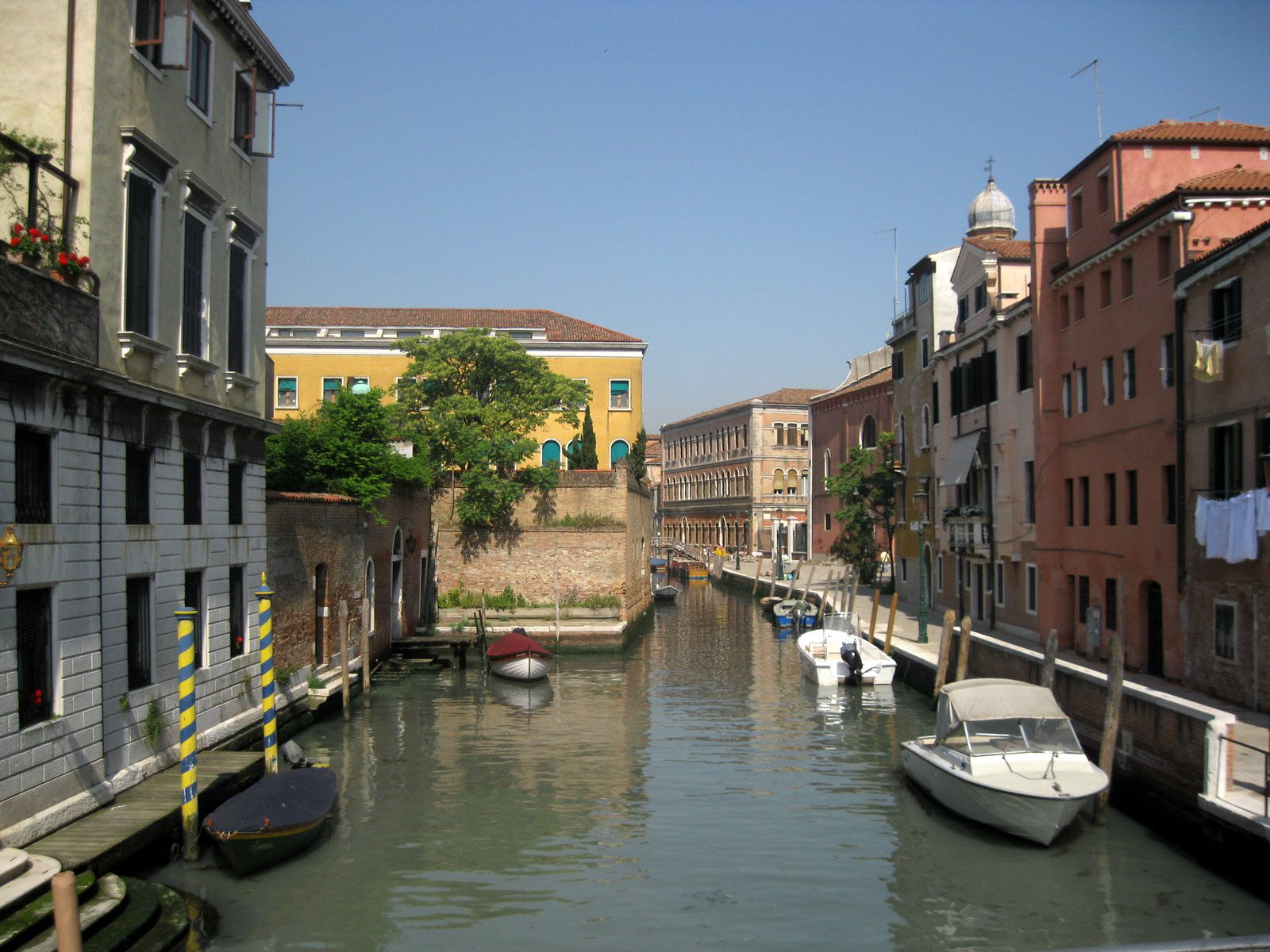
Le rio avec au fond, l'hôpital Giustinian

### Rielo a fianco dei Ognissanti
Jadis, un canal reliait le rio dei Ognissanti longeant le côté est de l'église des Ognissanti au rio del Malpaga à hauteur du campiello del Squero. Il avait un quai qui la bordait à l'ouest et quatre ponts.
 
Ce canal fut enfoui en 1866, créant le rio Terà Ognissanti.

## Toponymie
Le nom provient de l'Église di Ognissanti, proche.

## Situation et édifices remarquables
- Ce rio longe :
  - les fondamente Bonlini et dei Ognissanti sur son flanc nord ;
  - le campo de l'église San Trovaso ;
  - l'Église di Ognissanti et l'hôpital Gianbaptista Giustinan ;
  - l'arrière des palais Giustinian Recanati et Clary ;
  - le rio de le Romite, qui part de son flanc nord sous le ponte de Borgo.

### Ponts
Ce rio est traversé par divers ponts (d'est en ouest) :

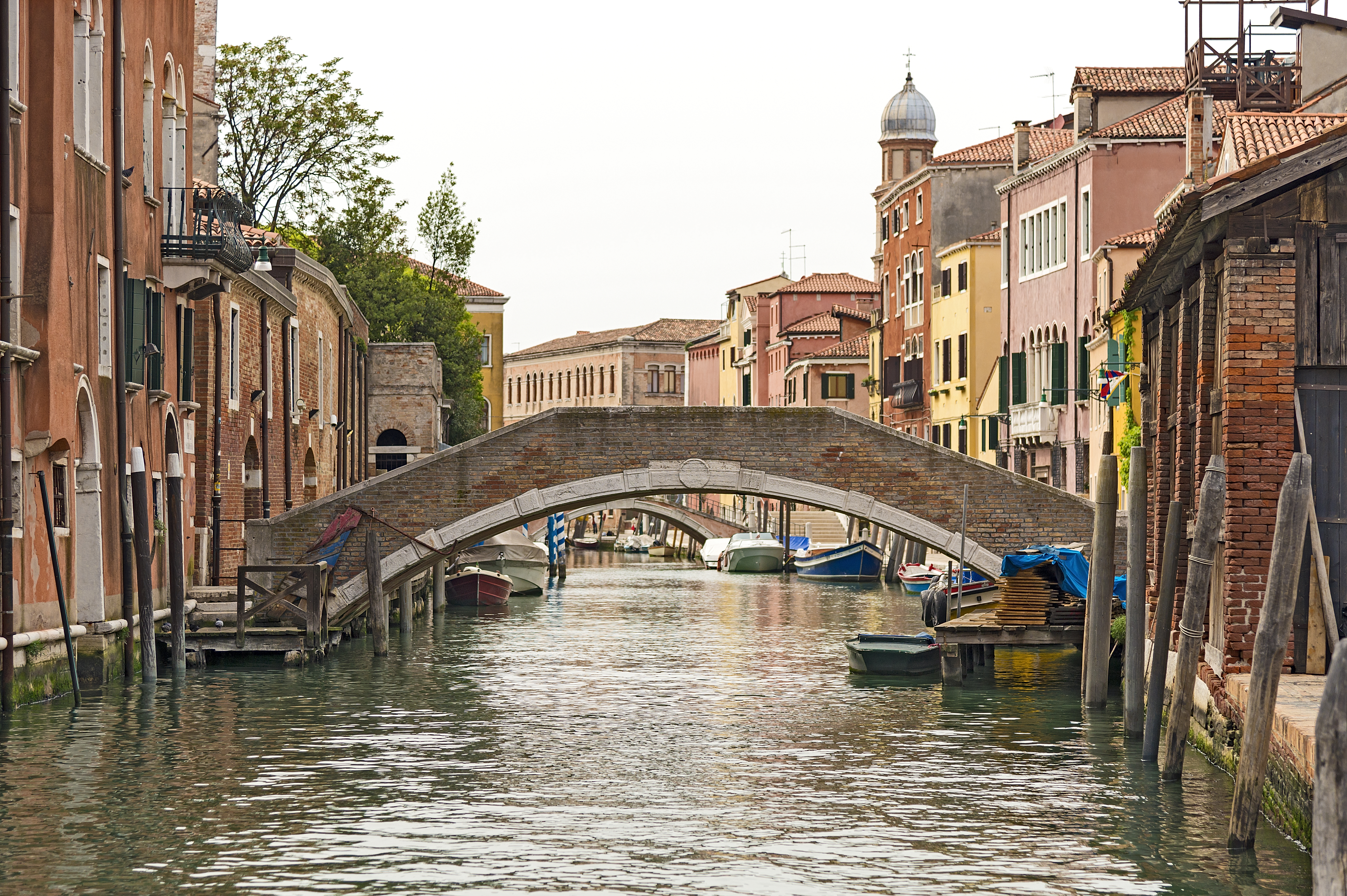
le Ponte de la Scoazèra[1]  reliant la Calle del Magazen au campo de l'église San Trovaso. Les scoazzera furent des décharges de transit ouvertes entre quatre murs qui ont vu le jour aux XVe et XVIe siècles
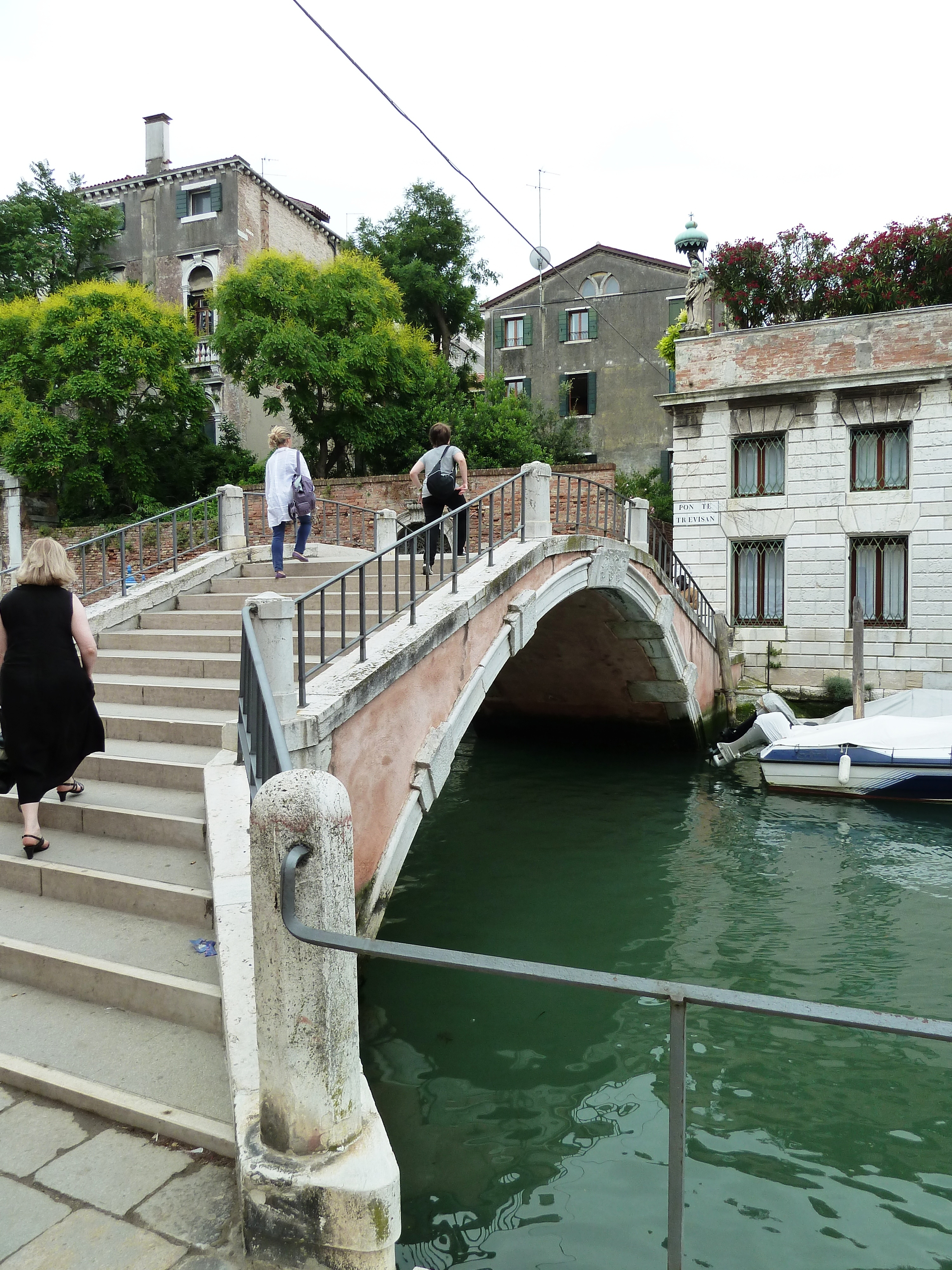
Ponte Trevisan reliant la calle éponyme et le Fondamenta Bonlini
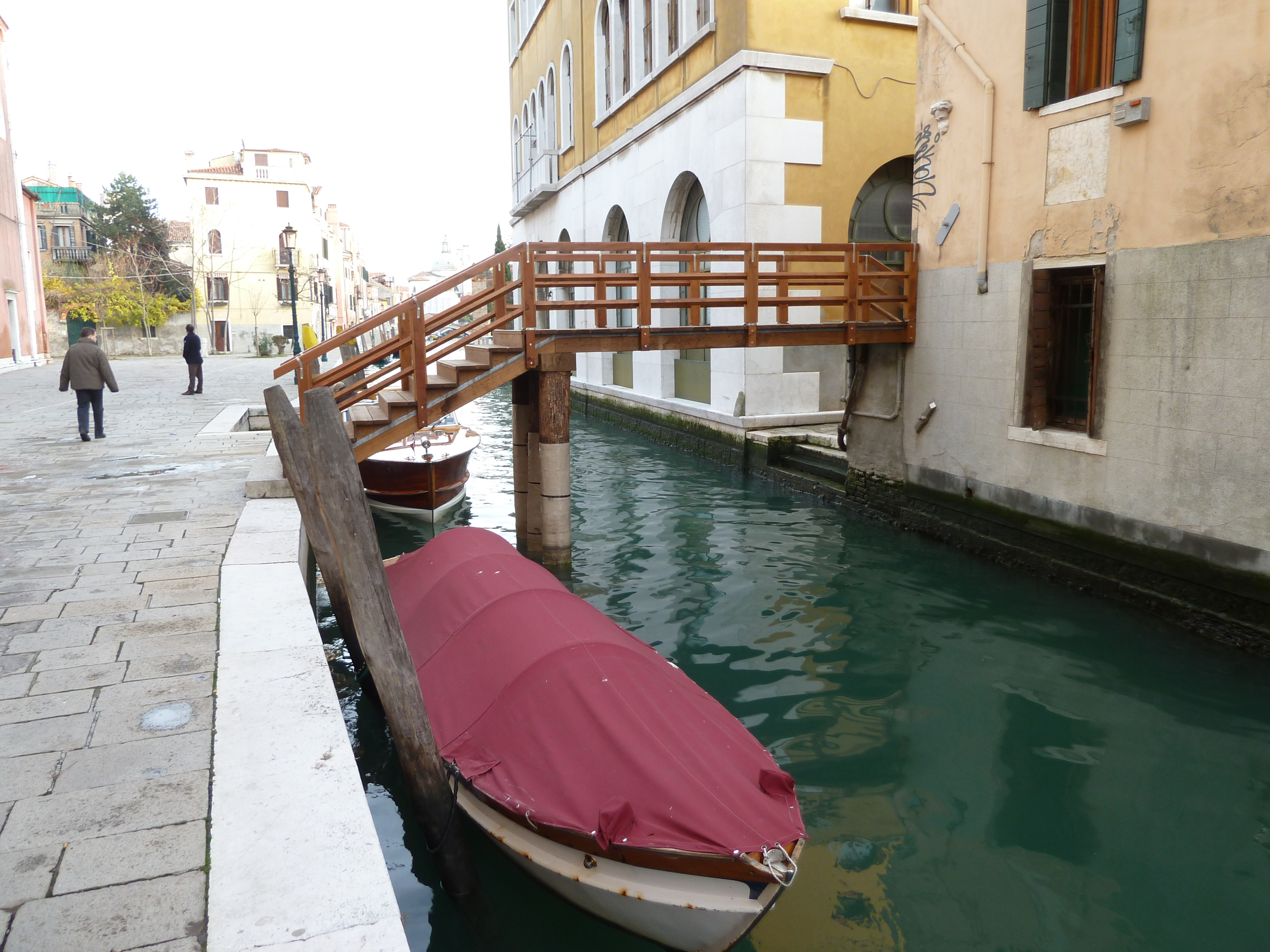
Ponte Canal reliant le corte éponyme au  Fondamenta et église Ognissanti
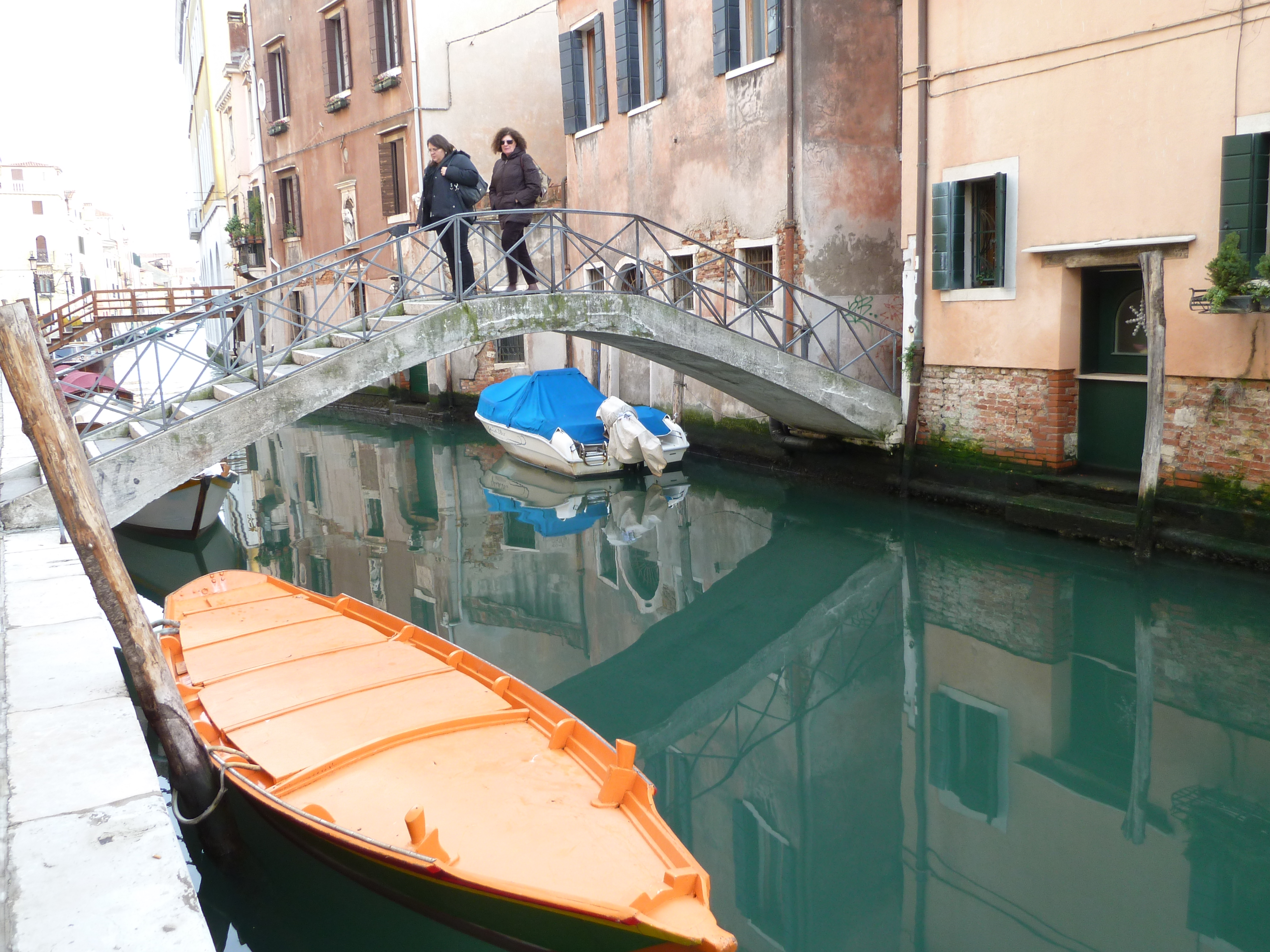
Ponte Corteloto reliant la calle éponyme au Fondamenta dei Ognissanti. Un négoce de vins appartenant à la famille richissime Corteloto di Salvioni aurait existé ici
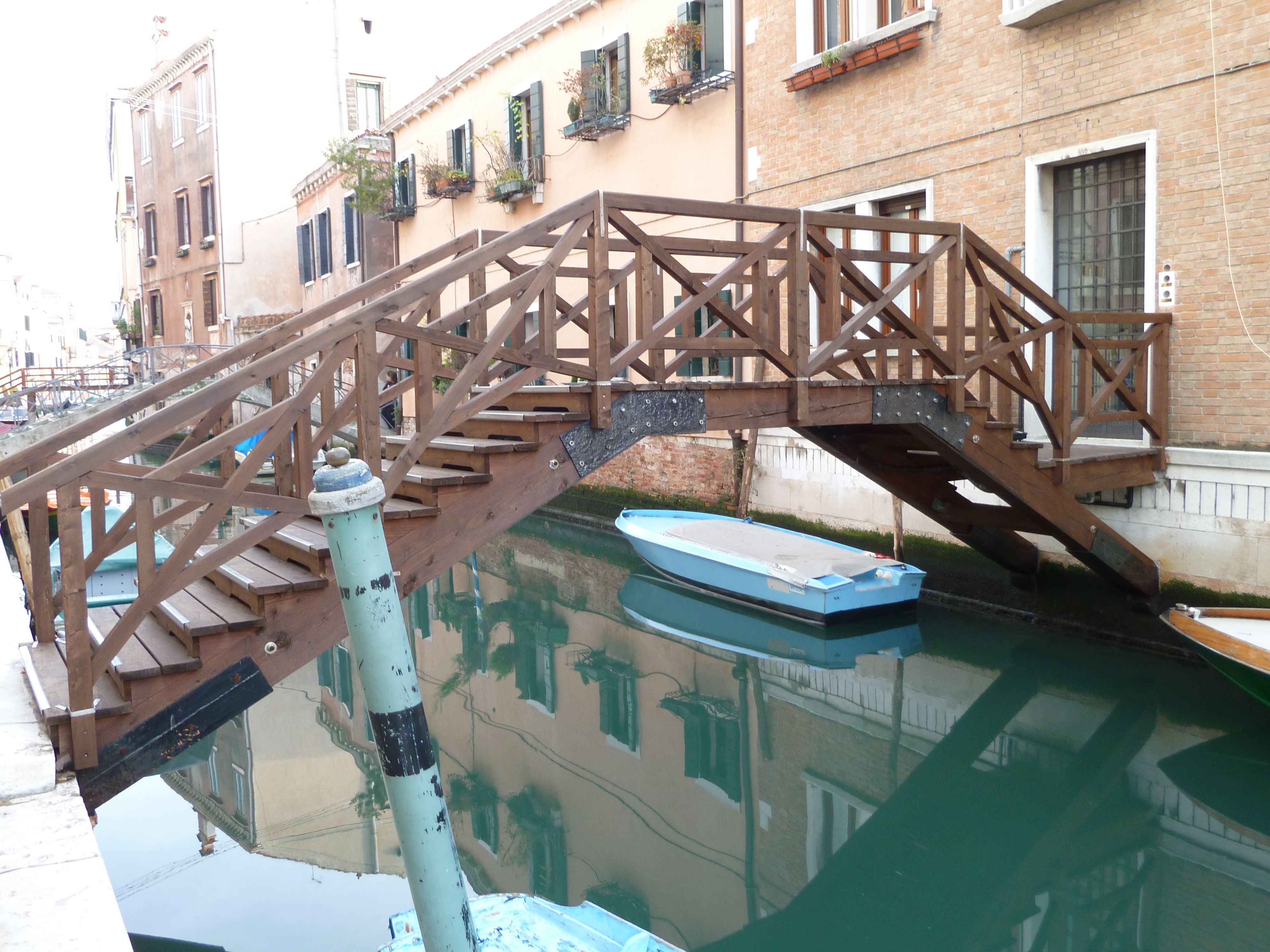
Pont privé
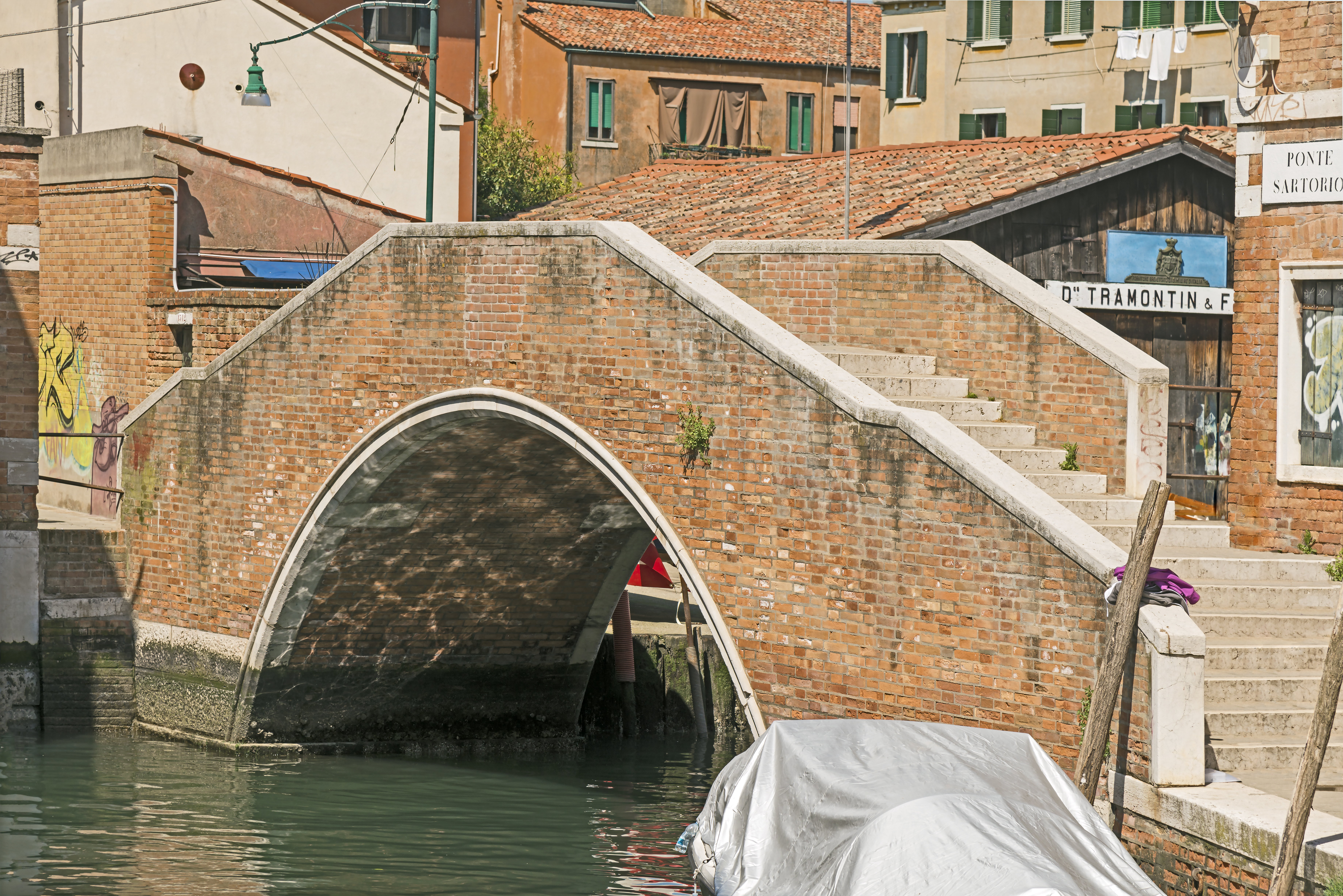
Ponte Sartorio, qui signe la limite avec le rio de l'Avogaria et qui relie le campiello Sartorio et le Fondamenta Ognissanti. La famille du célèbre médecin Sartorio, aujourd'hui éteinte, vint au XVIIe siècle de Capodistria et fut faite patricienne en 1658